# Lista över ryska skådespelare
Lista över ryska skådespelare

## A
- Aleksandr Abdulov
- Choren Abramjan
- Andrej Abrikosov
- Oksana Akinsjina
- Boris Andrejev
- Aleksandr Antonov
- Natalja Arinbasarova

## B
- Boris Babotjkin
- Muchtar Bachtygerejev
- Donatas Banionis
- Oleg Basilasjvili
- Galina Beljajeva
- Natalja Belochvostikova
- Larisa Belogurova
- Bogdan Benjuk
- Zjanna Bitjevskaja
- Jurij Bogatyrjov
- Artjom Bogutjarskij
- Natalja Bogunova
- Sergej Bondartjuk
- Aleksej Buldakov
- Rolan Bykov

## C
- Tjulpan Chamatova
- Gregorij Chmara

## D
- Oleg Dal
- Ingeborga Dapkūnaitė
- Marina Djuzjeva
- Aleksandr Domogarov
- Tatiana Drubitj
- Dinara Drukarova
- Jevgenij Dvorzjetskij
- Armen Dzjigarchanjan

## E
- Sergej Ejzensjtejn

## F
- Leonid Filatov
- Alisa Frejndlich

## G
- Aleksandr Galibin
- Zinovij Gerdt
- Jevgenija Glusjenko
- Vladimir Gostiuchin
- Nikolaj Grinko
- Ljudmila Gurtjenko

## H
- Maya Hills

## I
- Igor Ilinskij

## J
- Jelena Jakovleva
- Oleg Jankovskij
- Oleg Jefremov
- Gennadij Juchtin
- Sergej Jurskij

## K
- Aleksandr Kajdanovskij
- Jurij Kajurov
- Aleksandr Kaljagin
- Dilorom Kambarova
- Anna Kamenkova
- Leonid Kanevskij
- Nikolaj Karatjentsov
- Mamuka Kikaleisjvili
- Zinaida Kirijenko
- Filipp Kirkorov
- Alla Kljuka Schaffer
- Tamara Kokova
- Vladimir Konkin
- Michail Kononov
- Kirill Kozakov
- Vladimir Kozel
- Tamila Koulieva-Karantinaki
- Savelij Kramarov
- Aleksej Kravtjenko

## L
- Marina Levtova

## M
- Ljudmila Maksakova
- Vladimir Masjkov
- Oleg Mensjikov
- Andrej Mironov

## N
- Anna Nazarjeva
- Marina Nejolova

## O
- Bulat Okudzjava
- Lilita Ozolina

## P
- Irina Petjernikova
- Aleksej Petrenko
- Kirill Pirogov
- Rostislav Pljatt
- Alla Pugatjova

## R
- Jekaterina Rednikova
- Biken Rimova

## S
- Ljudmila Saveljeva
- Pjotr Sjelochonov
- Valentin Smirnitskij
- Innokentij Smoktunovskij

- Vitalij Solomin
- Jelena Solovej
- Anastasia Stotskaja
- Svetlana Svetlitjnaja

## T
- Andrej Tarkovskij
- Galina Tiunina
- Nikolaj Tjerkasov
- Sujmenkul Tjokmorov
- Inna Tjurikova
- Ljudmila Tjursina
- Arkadij Tolbuzin
- David Tuchmanov

## U
- Jevgenija Uralova
- Natalija Uzjvij

## V
- Vera Vasiljeva
- Lidija Velezjeva
- Anastasija Vertinskaja
- Vladimir Vysotskij

## Z
- Georgij Zjzjonov